# Ärztemangel
Ärztemangel beschreibt eine Situation im Gesundheitssystem, in der die Nachfrage nach ärztlichen Leistungen ein knappes Angebot übersteigt. Die gegenteilige Situation, in der mehr ärztliche Arbeitskraft auf dem Arbeitsmarkt angeboten als nachgefragt wird, bezeichnet man als Ärzteschwemme. Die Verhältnisse können nach Region und nach Fachgebieten Unterschiede aufweisen. So kann zum Beispiel das Verhältnis von  niedergelassenen Ärzten zu Einwohnern im ländlichen Raum gesundheitspolitisch als zu niedrig angesehen werden. Engpässe in der medizinischen Versorgung können Folgen dieses Verhältnisses darstellen.
Die Bundesagentur für Arbeit berichtete im Januar 2007 über einen Ärztemangel in Deutschland, Schweden, Norwegen, Dänemark, Großbritannien, Frankreich, Niederlande, Irland und der Slowakischen Republik. 2002 wurde das erste Mal in Deutschland von einem Ärztemangel gesprochen.

## Messprobleme
In den meisten Gesundheitssystemen wird die medizinische Versorgung nicht über einen Markt, sondern über Versicherungen organisiert. Das führt typischerweise zu Moral Hazard und somit zu einer Mehrnachfrage nach medizinischen Leistungen, so dass eine Nachfrage, die das Angebot übersteigt, nicht notwendigerweise als „Mangel“ interpretiert werden kann.
Ein weiteres Problem ist die internationale Vergleichbarkeit von Berufsbildern. In anderen Gesundheitssystemen wird ein Teil der Versorgung, die in Deutschland von Ärzten wahrgenommen wird, von akademisch ausgebildeten Krankenschwestern übernommen, die aber nicht als „Arzt“ gezählt werden. Das macht einen Vergleich der Ärztedichten schwer.

## Situation in Deutschland

Entwicklung der Zahl der Ärzte in Deutschland

Die relative Zahl der Ärzte ist kein ausreichendes Kriterium, um einen Ärztemangel zu definieren. So ist die Arztdichte in Deutschland im internationalen Vergleich mit 4,1 niedergelassenen Ärzten je 1000 Einwohner hoch (OECD-Durchschnitt: 3,0). Während in anderen Ländern ein Vollzeitäquivalent zur Berechnung verwendet wird, fehlen diese Zahlen für Deutschland. Die Zahl der Ärzte in Deutschland nimmt seit mehreren Jahrzehnten kontinuierlich zu. Ende 2012 gab es laut Bundesärztekammer 348.695 berufstätige Mediziner, das waren 1,9 Prozent mehr als 2011. Seit dem Jahr 2002 hat sich die Zahl um 15,8 Prozent erhöht. Waren 1997 noch 9.396 Ärzte arbeitslos gemeldet, so sank die Zahl arbeitsloser Ärzte 2007 auf 3.686.
Nach dem vom Kieler Chirurgen Norbert Jaeger angestrengten Urteil des Europäischen Gerichtshofs (EuGH), welches den Bereitschaftsdienst von Klinikärzten als Arbeitszeit bestätigte, rechnete man im Jahre 2003 mit einem Mehrbedarf von bis zu 27.000 Ärzten bei der Deutschen Krankenhausgesellschaft bzw. von bis zu 15.000 Ärzten beim Marburger Bund und der Bundesärztekammer.
Eine Studie der Bundesärztekammer und der Kassenärztlichen Bundesvereinigung aus dem Jahr 2010 zeigt folgende Aspekte auf:
- Das Durchschnittsalter sowohl der Vertrags- als auch Krankenhausärzte steigt kontinuierlich an, während die Gesamtzahl der Medizinstudenten und Absolventen sinkt. Nach dem Studium arbeiten 12 Prozent der Absolventen nicht kurativ.
- Der wachsende Frauenanteil (33,6 Prozent im Jahr 1991 auf 42,2 Prozent im Jahr 2009, 60 Prozent der Medizinstudierenden sind mittlerweile Frauen) führt u. a. zu weniger Vollzeitstellen, da Frauen sich oft intensiver familiären Aufgaben stellen.
- In Deutschland finden viele Hausärzte keine Nachfolger mehr; viele Arztstellen in ländlichen Gebieten, aber auch in Großstädten können nicht mehr besetzt werden, wobei vor allem die neuen Bundesländer betroffen sind. Dies führt dazu, dass das deutsche Gesundheitswesen zunehmend von der Anwerbung ausländischer Ärzte abhängig ist, v. a. aus Osteuropa und Österreich. Ein Versuch, dieses Problem zu lösen, ist das Rothenburger Modell.
- Aufgrund der demografischen Entwicklung der Bevölkerung  und der damit einhergehenden Wandlung des Morbiditätsspektrums und der Ausweitung der Multimorbidität ist eine erhöhte Zahl an Ärzten künftig notwendig. Auch der medizinische Fortschritt führt zu höherem Behandlungsaufwand und steigendem Ärztebedarf.

Die Studie kommt zu dem Schluss, dass die Medizinerausbildung praxisnäher und die Arbeitsbedingungen der Ärzte attraktiver gestaltet werden müssten (insbesondere angemessene Vergütung, weniger Regulierungen und Bürokratismus). Der Arztberuf müsse v. a. für Ärztinnen familienfreundlicher gestaltet werden und mehr Nachwuchsmediziner für den Beruf des Hausarztes gewonnen werden.
Das Institut der deutschen Wirtschaft sah in einer Pressemitteilung aus dem Jahre 2013 hingegen bis zum Jahr 2025 keinen Mangel. Die Zuwanderung ausländischer Ärzte mit mindestens 31.000 im Ausland ausgebildeten Ärzten wirkte sich 2013 zusätzlich positiv aus, so dass weiterhin mehr Ärzte ausgebildet wurden als aus dem Beruf ausschieden.
Auch das Gesetz zur Stärkung der Versorgung in der gesetzlichen Krankenversicherung Juni 2015 wendet sich unter anderem gegen den Ärztemangel auf dem Land. Ärzte, die sich mit einer Praxis auf dem Land niederlassen, können mit einem Zuschuss durch die Kassenärztliche Vereinigung (KV) rechnen.
Die COVID-19-Pandemie hat den Ärztemangel deutlicher hervortreten lassen. Laut dem Deutschen Ärzteblatt sei es sogar vorgekommen, dass Personal weiterarbeiten musste, welches mit auf SARS-CoV-2 positiv getesteten Personen in Berührung gekommen war.
Besonders gravierend stellt sich das Problem für die hausärztliche Versorgung am Land dar. Das Missverhältnis zwischen Angebot und Nachfrage wird in den 2020er Jahren weiter vergrößert werden, da die Ärzte aus den geburtenstarken 1950er- und 1960er-Jahrgängen in den Ruhestand gehen. Das dürfte einen Wegfall von 20 % aller Ärzte bedeuten. Im Jahr 2019 waren 54,1 % aller deutschen Ärzte älter als 65. Neben der schon länger schlechten Lage am Land wird der Ärztemangel auch in den urbanen Gebieten spürbarer. Seit den 2010er-Jahren verfolgen erste Bundesländer die Strategie, mit öffentlichen Geldern gespeiste Stipendien für Medizinstudenten zu vergeben, sofern sie in prekären Gebieten tätig werden.
Eine Dissertation der Technischen Universität Kaiserslautern schätzt die Gegenmaßnahmen als Linderung ein, eine Beseitigung des Ärztemangels auf dem Land könne es nicht mehr geben: „Letztendlich wird aufgrund des inzwischen enormen Missverhältnisses von ausgebildeten Hausärzten zu hausärztlichem (Mehr-)Bedarf durch den demographischen Wandel keine der bisherigen Maßnahmen den bereits bestehenden oder in naher Zukunft eintretenden Hausarztmangel komplett kompensieren können.“

### Auswanderung deutscher Ärzte
Junge Ärzte wandern teilweise aus Deutschland ins Ausland ab; im Jahr 2010 waren insgesamt 17.000 Ärzte im Ausland tätig. Die Abwanderung von in Deutschland tätigen Ärzten lag Ende der 2000er bei jährlich etwa 2.560. Laut Bundesärztekammer waren rund 16.000 Ärzte im Zeitraum zwischen 2001 und 2008 ausgewandert. Mehr als 3000 Ärzte verließen Deutschland im Jahr 2008 während im selben Jahr rund 10.000 ihr Medizinstudium abschlossen. Der Saldo von Zu- und Abwanderung bleibt stark negativ.
Die Arbeitsbedingungen und Stress werden häufig als Motivation für eine Auswanderung genannt, so auch aus Kostendruck und Bürokratie resultierende Leistungsverdichtung und patientenferne Tätigkeiten.

## Situation in Österreich
Ebenso groß ist der Ärztemangel in Österreich. Dort sei der Mangel etwas milder bei den Landärzten, allerdings stärker bei den Krankenhausärzten. Ein großes Problem ist auch dort die bevorstehende Pensionisierungswelle. Im Jahr 2019 waren 55,9 % aller Ärzte älter als 65.
Es gibt Förderungen für Studenten, die sich für das Medizinstudium entscheiden. Manche Universitäten bietet einen Kredit an, wenn der Student mindestens bis zum Ende der Kreditrückzahlung im Bundesland tätig bleibt.

## Gegenpositionen
Krankenkassen wie die AOK gehen davon aus, dass es keinen Ärztemangel, sondern nur eine räumliche Ungleichverteilung von Ärzten gibt.
Diese Ungleichverteilung wird von auf Ärzte spezialisierten Personalvermittlungen ebenfalls bestätigt.